# Giờ ở Việt Nam
Giờ chính thức hiện hành của Việt Nam được quy định trong quyết đinh số 134/2002/QĐ-TTg ngày 14 tháng 10 năm 2002 của Thủ tướng Chính phủ nước Cộng hoà Xã hội chủ nghĩa Việt Nam về việc sửa đổi điều 1 của quyết định số 121/CP ngày 8 tháng 8 năm 1967 của Hội đồng chính phủ Việt Nam Dân chủ Cộng hòa. Theo điều 1 của quyết định 134/2002/QĐ-TTg thì giờ chính thức của Việt Nam được lấy theo "múi giờ thứ 7 theo hệ thống múi giờ quốc tế".
Múi giờ được gọi là "múi giờ thứ 7 theo hệ thống múi giờ quốc tế" trong quyết định số 134/2002/QĐ-TTg đã liên tục được dùng làm giờ chính thức của Cộng hoà Xã hội chủ nghĩa Việt Nam và trước đó là Việt Nam Dân chủ Cộng hòa từ ngày 1 tháng 1 năm 1968 theo quyết định số 121/CP ngày 8 tháng 8 năm 1967 của Hội đồng chính phủ Việt Nam Dân chủ Cộng hoà về việc tính lịch và quản lý lịch của nhà nước. Theo điều 1 của quyết định số 121/CP thì Việt Nam "nằm hoàn toàn trong múi giờ thứ 7, theo hệ thống múi giờ quốc tế", giờ chính thức của Việt Nam là "giờ của múi giờ thứ 7".
Việt Nam sử dụng cách viết giờ là 24 giờ. Trong văn nói thường ngày, người ta cũng thường sử dụng định dạng 12 giờ (nhưng cần chỉ rõ thêm đó là giờ buổi nào: sáng, trưa, chiều, tối, thay vì theo chữ viết tắt Latinh a.m. và p.m). Để đồng bộ hóa quy chuẩn của các thiết bị công nghệ sử dụng đồng hồ 12 giờ, đôi khi người ta cũng viết là "SA" ("sáng" tương đương "AM") và "CH" ("chiều" tương đương "PM") mặc dù trong thực tế đó có thể là một giờ không rơi vào hai định nghĩa này.

## Lịch sử
- Sau khi xây dựng Đài thiên văn Phù Liễn, chính quyền Đông Dương thuộc Pháp đã thông báo rằng toàn bộ cả nước (bao gồm Bắc Kỳ, Trung Kỳ, Nam Kỳ, cũng như Campuchia, Lào và Quảng Châu Loan của Trung Quốc) đều thuộc về múi giờ của kinh độ 104°17'17"Đ kể từ 00:00 ngày 1 tháng 7 năm 1906.
- Vào năm 1911, Pháp sử dụng giờ GMT+0 (giờ Greenwich) làm giờ chính thức, và dùng cho đến năm 1940 (giờ GMT+1 được dùng trong các mùa hè từ năm 1916 đến 1940), bắt buộc Liên bang Đông Dương sử dụng giờ GMT+7 từ 00:00 ngày 1 tháng 5 năm 1911.
- Sau khi Chính quyền Vichy thay đổi múi giờ, Đông Dương chuyển sang múi giờ GMT+8, bỏ qua 60 phút vào lúc 23:00 ngày 31 tháng 12 năm 1942.
- Sau đó Nhật Bản xâm chiếm toàn bộ Đông Dương thuộc Pháp. Các khu vực thuộc Đông Dương từ đó chuyển sang múi giờ Tokyo (GMT+9), bỏ qua 60 phút vào 23:00 ngày 14 tháng 3 năm 1945.
- Sau sự kiện Cách mạng Tháng Tám, chính phủ lâm thời Việt Nam Dân Chủ Cộng Hòa vặn lùi 2 giờ đồng hồ kể từ 24:00 ngày 1 tháng 9 năm 1945 về múi giờ GMT+7.[2]
- Từ ngày 1 tháng 4 năm 1947, các vùng nằm dưới sự kiểm soát của Pháp ở Việt Nam, Lào và Campuchia sử dụng múi giờ GMT+8. Các vùng nằm dưới sự kiểm soát của chính quyền cách mạng sử dụng múi giờ GMT+7.
- Hiệp định Geneve được ký kết, Lào chính thức sử dụng múi giờ GMT+7 từ ngày 15 tháng 4 năm 1954, Hà Nội từ tháng 10 năm 1954, Hải Phòng từ tháng 5 năm 1955.
- Từ 01:00 ngày 1 tháng 7 năm 1955, giờ chính thức và pháp định của miền Nam Việt Nam lùi 1 giờ đồng hồ về múi giờ GMT+7.[3]
- Từ 23:00 ngày 1 tháng 1 năm 1960, miền Nam Việt Nam bỏ qua 60 phút, chuyển lên múi giờ GMT+8.[4]
- Việt Nam Dân chủ Cộng hòa khẳng định múi giờ chính thức của miền Bắc là GMT+7 từ tháng 1 năm 1968.[5]
- Sau khi chiến tranh kết thúc vào cuối tháng 4 năm 1975, nước Việt Nam thống nhất sử dụng múi giờ UTC+7 với Sài Gòn (và các vùng phía nam) kéo dài 60 phút vào ngày 13 tháng 6 năm 1975.

## Phân chia thời gian trong ngày

### Thời gian ở Liên bang Đông Dương
| Thời kỳ sử dụng                              | Chênh lệch so với GMT | Ghi chú            |
| -------------------------------------------- | --------------------- | ------------------ |
| Trước ngày 01 tháng 7 năm 1906               | UTC+07:06:40          | Giờ địa phương     |
| 01 tháng 7 năm 1906 – 30 tháng 4 năm 1911    | UTC+07:06:30          | Giờ Pháp           |
| 01 tháng 5 năm 1911 – 31 tháng 12 năm 1942   | UTC+07:00             | Giờ Đông Dương     |
| 01 tháng 1 năm 1943 – 14 tháng 3 năm 1945    | UTC+08:00             | Giờ chuẩn Sài Gòn  |
| 15 tháng 3 năm 1945 – tháng 9 năm 1945       | UTC+09:00             | Giờ chuẩn Nhật Bản |
| Tháng 9 năm 1945 – Thực thi Hiệp định Genève | UTC+08:00             | Giờ chuẩn Sài Gòn  |

### Giờ ở miền Bắc Việt Nam
| Thời kỳ sử dụng                                                  | Chênh lệch so với GMT                                                                       | Ghi chú                                                                                     |
| ---------------------------------------------------------------- | ------------------------------------------------------------------------------------------- | ------------------------------------------------------------------------------------------- |
| 2 tháng 9 năm 1945 – 31 tháng 3 năm 1947                         | UTC+07:00                                                                                   | Giờ Đông Dương                                                                              |
| 01 tháng 4 năm 1947 – Thực thi Hiệp định Genève Sau khi thực thi | Không có giờ chuẩn: - UTC+07:00 cho vùng không có chiến sự - UTC+08:00 cho vùng có chiến sự | Không có giờ chuẩn: - UTC+07:00 cho vùng không có chiến sự - UTC+08:00 cho vùng có chiến sự |
| 01 tháng 1 năm 1968 – 12 tháng 6 năm 1975                        | UTC+07:00                                                                                   | Giờ Đông Dương                                                                              |

### Giờ ở miền Nam Việt Nam
| Thời kỳ sử dụng                                 | Chênh lệch so với GMT | Ghi chú           |
| ----------------------------------------------- | --------------------- | ----------------- |
| Thực thi Hiệp định Genève – 30 tháng 5 năm 1955 | UTC+08:00             | Giờ chuẩn Sài Gòn |
| 01 tháng 7 năm 1955 – 31 tháng 12 năm 1959      | UTC+07:00             | Giờ chuẩn Sài Gòn |
| 01 tháng 1 năm 1960 – 12 tháng 6 năm 1975       | UTC+08:00             | Giờ chuẩn Sài Gòn |

### Giờ ở nước Việt Nam thống nhất
| Thời kỳ sử dụng           | Chênh lệch so với GMT | Ghi chú        |
| ------------------------- | --------------------- | -------------- |
| 13 tháng 6 năm 1975 – nay | UTC+07:00             | Giờ Đông Dương |